# Convención de Todos los Basotos
La Convención de Todos los Basotos (en sesotho: Kobo-Tata ea Basotho; y en inglés: All Basotho Convention o ABC) es un partido político de Lesoto fundado en octubre de 2006 por Tom Thabane, siendo desde entonces uno de los principales partidos políticos del país, en oposición al Congreso Democrático de Pakalitha Mosisili.
El 13 de octubre de 2006, el partido fue inicialmente formado dentro de las filas del Congreso por la Democracia de Lesoto, con 18 parlamentarios que se pasaron a la oposición. Estos eran Thabane y otros 16 miembros del LCD, además de un parlamentario independiente, Lehlohonolo Tšehlana, que previamente había sido expulsado del LCD. Así pues, el ABC se convirtió en el tercer partido más grande en la Asamblea Nacional. El partido del gobierno se quedó con 61 de los 120 escaños parlamentarios, y los líderes del ABC expresaron la expectativa de que más miembros de LCD desertarían, lo que habría dado a la oposición una mayoría. En noviembre, el Parlamento se disolvió y se convocaron nuevas elecciones adelantadas para 2007. En las mismas, el ABC solo obtuvo 17 escaños.
En 2012, tras el hundimiento del LCD, el ABC obtuvo 30 escaños en las siguientes elecciones y pudo formar una coalición con dicho partido para desbancar del poder a Mosisili, cuyo nuevo partido, el Congreso Democrático, había obtenido tan solo mayoría simple. El 8 de junio de ese año, Thabane fue confirmado como primer ministro de Lesoto, mientras que Metsing se convirtió en vice primer ministro.
Sin embargo, la ruptura de la coalición y una amenaza de golpe de Estado obligaron a Thabane a convocar a nuevas elecciones (de nuevo anticipadas) en 2015. El partido obtuvo 46 escaños, pero una coalición entre el LCD y el DC llevó nuevamente al poder a Mosisili, quedando el partido nuevamente en la oposición. El 1 de marzo de 2017, la coalición gubernamental volvió a romperse y los demás partidos lograron un voto de censura contra Mosisili.

## Resultados electorales
| Año  | # de votos | % de votos | # de escaños | +/– | Posición              |
| ---- | ---------- | ---------- | ------------ | --- | --------------------- |
| 2007 | 123.256    | 28.40      | 17/120       |     | Oposición             |
| 2012 | 138.917    | 25.18      | 30/120       | 13  | Gobierno de coalición |
| 2015 | 215.022    | 37.75      | 46/120       | 16  | Oposición             |
| 2017 | 235.729    | 40.52      | 48/120       | 2   | Gobierno de coalición |
| 2022 | 37.553     | 7.29       | 8/120        | 40  | Oposición             |